# Solidarismo
Solidarismo é uma filosofia política proposta por Leon Bourgeois no livro Solidariedade.
Essa teoria tem como premissa a existência de um vínculo fraterno que obrigaria os seres humanos a ajudarem os outros em situação de infortúnio. Essa obrigação seria derivada de um "quase contrato" pelo qual os mais afortunados teriam uma dívida social com os menos afortunados.
Havendo tal dívida, seria dever do Estado cobrá-la por meio de tributos para garantir: um sistema de seguro protetivo (em caso de acidente, doença ou desemprego), educação gratuita, etc.
Bourgeois acreditava que a Revolução Francesa e a Declaração dos Direitos Humanos teriam consagrado um individualismo e uma falsa liberdade, pois o ser humano não seria uma abstração, mas um ser concreto que tem obrigações e deveres e que depende de suas relações com os outros.
Segundo Bourgeois, só a filosofia do solidarismo poderia promover:
- A construção de "uma República com a mão estendida" em oposição a uma República com o "punho fechado";
- A mutualidade como a regra suprema da vida comum em oposição à "caridade reduzida à piedade ativa".

Com base nessa filosofia, Bourgeois defendeu uma forte tributação sobre as heranças, a instituição do imposto de renda e a instituição de um sistema de aposentadoria para os trabalhadores na França.
Essa doutrina pretendia ser uma síntese entre o liberalismo e o socialismo.
Fora da França, o solidarismo é doutrina fortemente influenciada pela Doutrina Social da Igreja. Um de seus principais proponentes foi o jesuíta alemão Heinrich Pesch. No Brasil, a doutrina foi difundida pelo jesuíta Fernando Bastos de Ávila e por Alberto Pasqualini.

## Solidarismo cristão
O solidarismo cristão, por sua vez, surgiu como uma reação ao individualismo capitalista e à luta de classes do socialismo. Influenciado por encíclicas papais, como a Rerum Novarum do Papa Leão XIII, que abordavam os direitos dos trabalhadores, ela propõe uma economia mais justa e solidária.

Um influente modelo de corporativismo católico, o solidarismo cristão proposto por Heinrich Pesch ajudou a moldar o pensamento democrata-cristão. Pesch usou a lente da solidariedade para defender a família como um pilar crucial da sociedade, o internacionalismo baseado na humanidade partilhada, o patriotismo baseado no Estado partilhado e a solidariedade entre classes baseada em interesses econômicos partilhados. Esta última solidariedade justificaria a negociação coletiva e a codeterminação. Em oposição às teorias liberalistas e socialistas sobre trabalho, Pesch defendeu a "socialização das pessoas" em, por exemplo, sindicatos e câmaras de comércio. Pesch sua visão de solidariedade como tal:
“O tipo de relação pacífica entre trabalhadores e empregadores que é necessária para os interesses de ambas as partes só pode beneficiar de uma unidade corporativa mais completa das organizações profissionais, de uma formação mais ampla da comunidade trabalhadora e de um desenvolvimento mais completo do organismo social, começando pelo nível mais baixo do consumo individual e estendendo-se às organizações regionais e, finalmente, até ao nível de um conselho econômico nacional. Este último órgão deve então lançar as bases para a legislação do parlamento político”
Esta diferenciação dos níveis de organização econômica foi o resultado da subsidiariedade.

As ideias de Pesch foram bastante influentes na Quadragesimo Anno, que foi publicada no 40.º aniversário da publicação da Rerum Novarum. Aluno de Pesch, Oswald von Nell-Breuning foi seu redator principal. O Papa Pio XI defendeu o corporativismo cristão como uma alternativa ao individualismo capitalista e ao totalitarismo socialista, através do qual as pessoas seriam organizadas em guildas de trabalhadores ou grupos vocacionais que cooperariam sob a supervisão de um Estado neutro.